# Mel Blanc
Melvin Jerome Blanc (née Blank /blæŋk/; 30 de maio de 1908 — 10 de julho de 1989) foi um ator de voz americano e personalidade de rádio cuja carreira durou mais de 60 anos. Durante a Era de Ouro do Rádio, ele forneceu vozes de personagens e efeitos sonoros vocais para programas de rádio de comédia, incluindo os de Jack Benny, Abbott e Costello, Burns e Allen, The Great Gildersleeve, Judy Canova e sua própria comédia de curta duração.
No entanto, ele se tornou conhecido mundialmente por seu trabalho na Era de Ouro da animação americana como as vozes de Bugs Bunny, Daffy Duck, Porky Pig e vários outros personagens dos desenhos teatrais Looney Tunes e Merrie Melodies. Mais tarde, ele dublou personagens para desenhos de televisão de Hanna-Barbera, incluindo Barney Rubble em The Flintstones e Mr. Spacely em The Jetsons.
Referido como "O Homem das Mil Vozes", ele é considerado uma das pessoas mais influentes na indústria de dublagem e um dos maiores atores de voz de todos os tempos.

## Primeiros anos
Blanc nasceu em 30 de maio de 1908 em São Francisco, Califórnia, filho de Eva (nascida Katz), uma imigrante judia lituana, e Frederick Blank, o mais jovem dos dois filhos. Ele cresceu no bairro Western Addition de São Francisco, e mais tarde em Portland, Óregon, onde frequentou a Lincoln High School. Desde cedo gostava de vozes e dialetos, que começou a praticar aos dez anos. Ele alegou que mudou a grafia de seu nome aos dezesseis anos, de Blank para Blanc, porque um professor lhe disse que ele não seria nada, assim como seu nome, um "vazio" ("blank"). Ele se juntou à Ordem DeMolay quando jovem, e acabou sendo introduzido em seu Salão da Fama. Após terminar o colegial em 1927, ele dividiu seu tempo entre liderar uma orquestra, tornando-se o maestro mais jovem do país aos dezesseis anos; e realizando shtick em shows de vaudeville em torno de Washington, Oregon e norte da Califórnia.

## Vida pessoal
Blanc e sua esposa Estelle Rosenbaum se casaram em 4 de janeiro de 1933, e permaneceram casados até sua morte em 1989. Seu filho, Noel Blanc, também era dublador.

## Morte

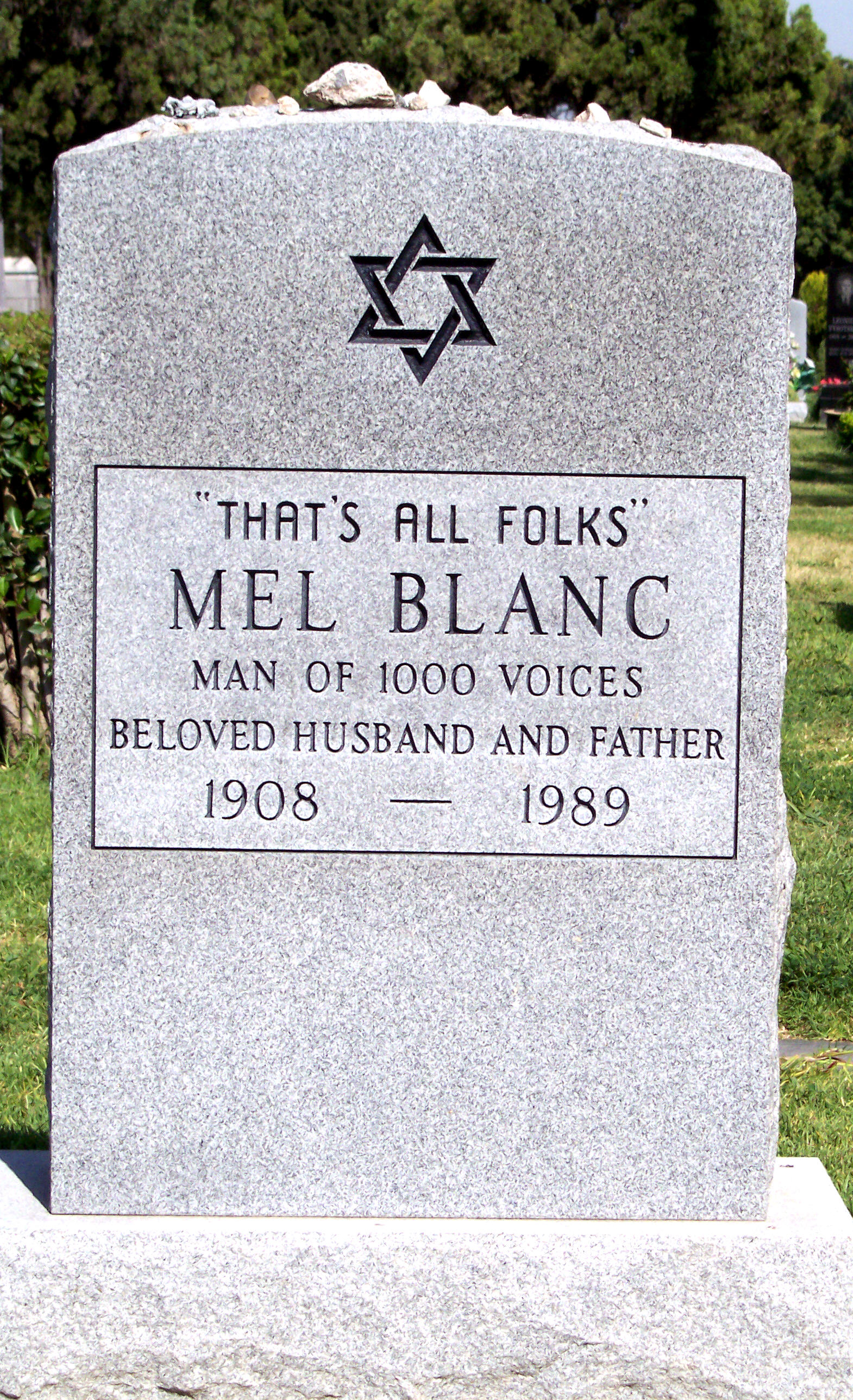
Marcador do túmulo de Blanc

Blanc começou a fumar cigarros quando tinha nove anos. Ele continuou seu hábito de fumar um maço por dia até os 77 anos, depois que ele foi diagnosticado com enfisema. Em 19 de maio de 1989, sua família o internou no Cedars-Sinai Medical Center, em Los Angeles, quando notaram que ele estava com uma tosse forte enquanto filmava um comercial. Originalmente, esperava-se que ele se recuperasse, mas quando sua saúde piorou, os médicos descobriram que ele tinha doença arterial coronariana avançada. Depois de quase dois meses no hospital, Blanc morreu em 10 de julho de 1989 aos 81 anos no Cedars-Sinai de complicações de ambas as doenças. Ele está enterrado na seção 13 do Hollywood Forever Cemetery, seção Pinewood, lote 149 em Hollywood. Seu testamento especificou que sua lápide deveria constar a frase "THAT'S ALL FOLKS" ("ISSO É TUDO, PESSOAL") — a frase com a qual o personagem de Blanc, Porky Pig, concluía os desenhos da Warner Bros.

## Legado
Blanc é considerado o dublador mais prolífico da história do entretenimento. Ele foi o primeiro ator vocal a receber crédito na tela.
Sua morte foi considerada uma perda significativa para a indústria de desenhos animados por causa de sua habilidade, alcance expressivo e o grande número de personagens contínuos que ele retratou, cujos papéis foram posteriormente assumidos por vários outros talentos de voz. Como o crítico de cinema Leonard Maltin observou: "É surpreendente perceber que Tweety Bird e Yosemite Sam são o mesmo homem!"
Blanc disse que Sylvester the Cat foi o personagem mais fácil para ele dublar, porque "[ele é] apenas minha voz normal com um spray no final"; e que Yosemite Sam foi o mais difícil, por causa de sua voz alta e rouca.
Um médico que examinou a garganta de Blanc descobriu que ele possuía cordas vocais extraordinariamente grossas e poderosas que lhe davam um alcance excepcional e as comparou com as do cantor de ópera Enrico Caruso.
Após sua morte, a voz de Blanc continuou a ser ouvida em produções recém-lançadas, como gravações de Dino the Dinosaur nos filmes live-action Os Flintstones (1994) e Os Flintstones em Viva Rock Vegas (2000). Da mesma forma, gravações de Blanc como Maxwell de Jack Benny foram apresentadas em Looney Tunes: Back in Action (2003). Mais recentemente, gravações de arquivo de Blanc foram apresentadas em novas imagens geradas por computador — curtas animados de "Looney Tunes"; I Tawt I Taw a Puddy Tat (mostrado com Happy Feet Two) e Daffy's Rhapsody (mostrado com Journey 2: The Mysterious Island).
Por suas contribuições para a indústria do rádio, Blanc tem uma estrela na Calçada da Fama de Hollywood em 6385 Hollywood Boulevard. Seu personagem Bugs Bunny também foi premiado com uma estrela na Calçada da Fama de Hollywood em 10 de dezembro de 1985.
Blanc treinou seu filho Noel no campo da caracterização de voz. Noel interpretou os personagens de seu pai (particularmente Porky Pig) em alguns programas, mas não se tornou um artista de voz em tempo integral. A Warner Bros expressou relutância em ter um único dublador sucedendo Blanc, e empregou vários novos dubladores para preencher os papéis na década de 1990, incluindo Noel Blanc, Jeff Bergman, Joe Alaskey e Greg Burson.